# Solana de las Pilillas
Solana de las Pilillas es un yacimiento arqueológico de un asentamiento de época ibérica del siglo V a. C. , considerado como el centro productor de  vino más antiguo de España y declarado Bien de Interés Cultural.
En septiembre de 2009, también se localizaron en el yacimiento, que se encuentra en Los Duques (una pedanía del municipio de Requena, en la provincia de Valencia), importantes restos de útiles de neandertales, del Paleolítico medio, entre los que se encuentran rascadores, denticulados y perforadores, restos de talla y fragmentos de carbón, en buen estado de conservación, datados en el 50000 a. C. Este yacimiento es uno de los pocos de este período situados al aire libre en el Comunidad Valenciana.
El yacimiento se extiende por una vertiente orientada al sur, situado entre la parte baja de la vertiente y el cortado donde se encaja la rambla dels Morenos, del Parque natural de las Hoces del Cabriel.
La Consejería de Educación, Universidades y Empleo de la Generalidad Valenciana solicitó a la Unesco que el yacimiento fuera declarado Patrimonio Mundial de la Humanidad. Este yacimiento tiene seis lagares excavados en la roca y dos pilas a distinto nivel para producir vino.
Los lagares y las pilas están elaborados sobre grandes bloques de piedra caliza caídos de las montañas. Se extraía el mosto de la uva, que después de fermentar se convertía en vino.

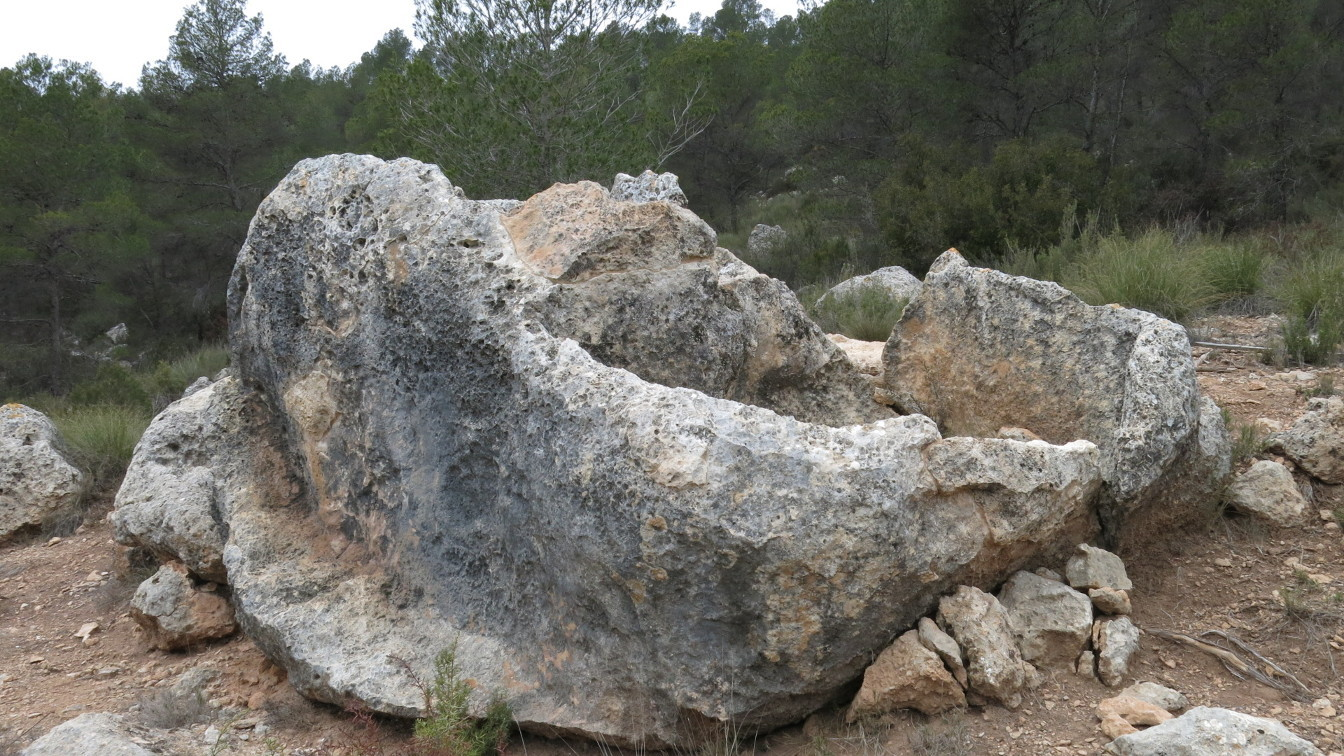
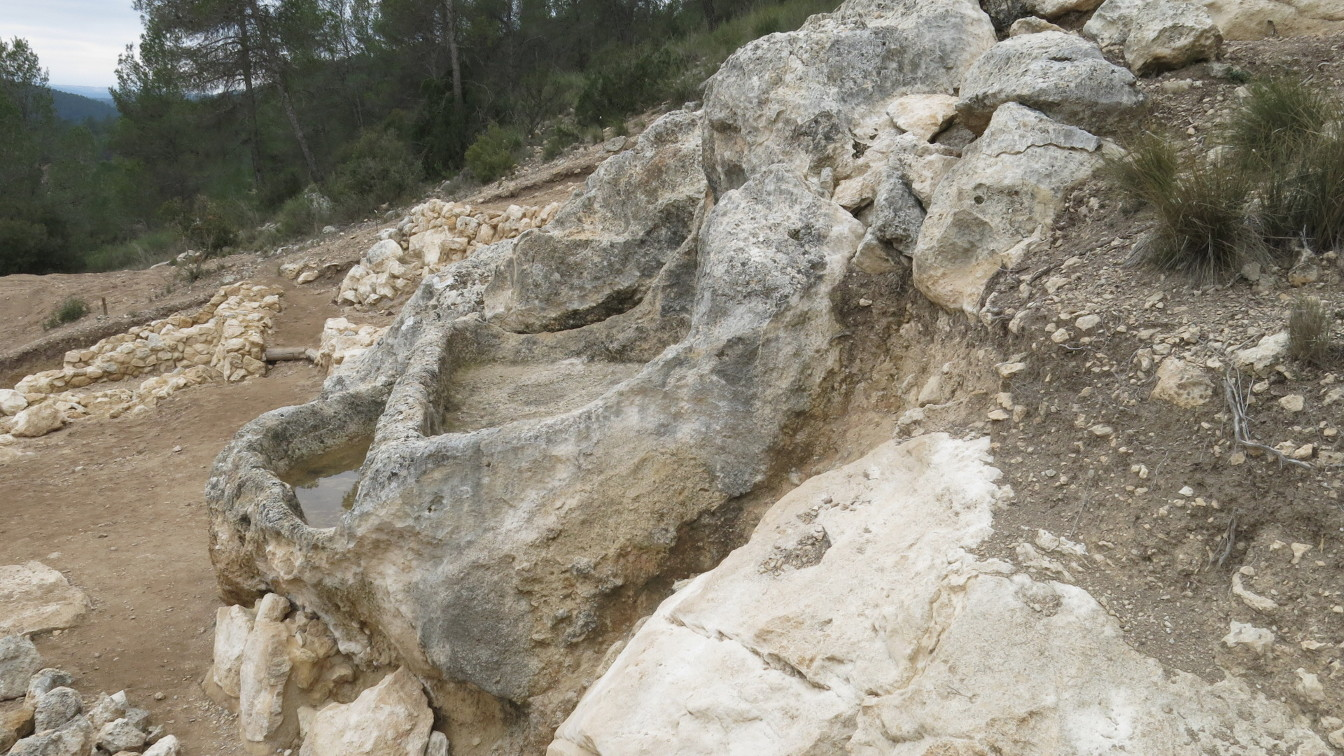
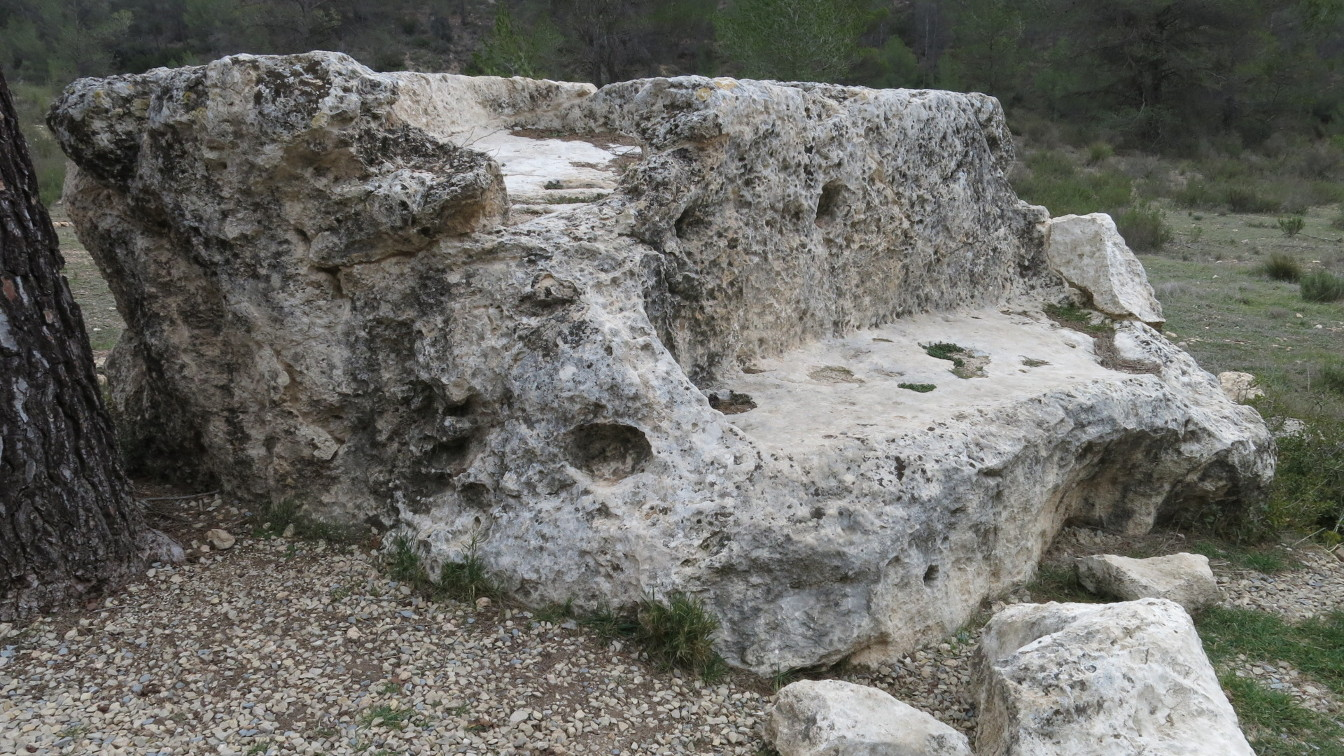
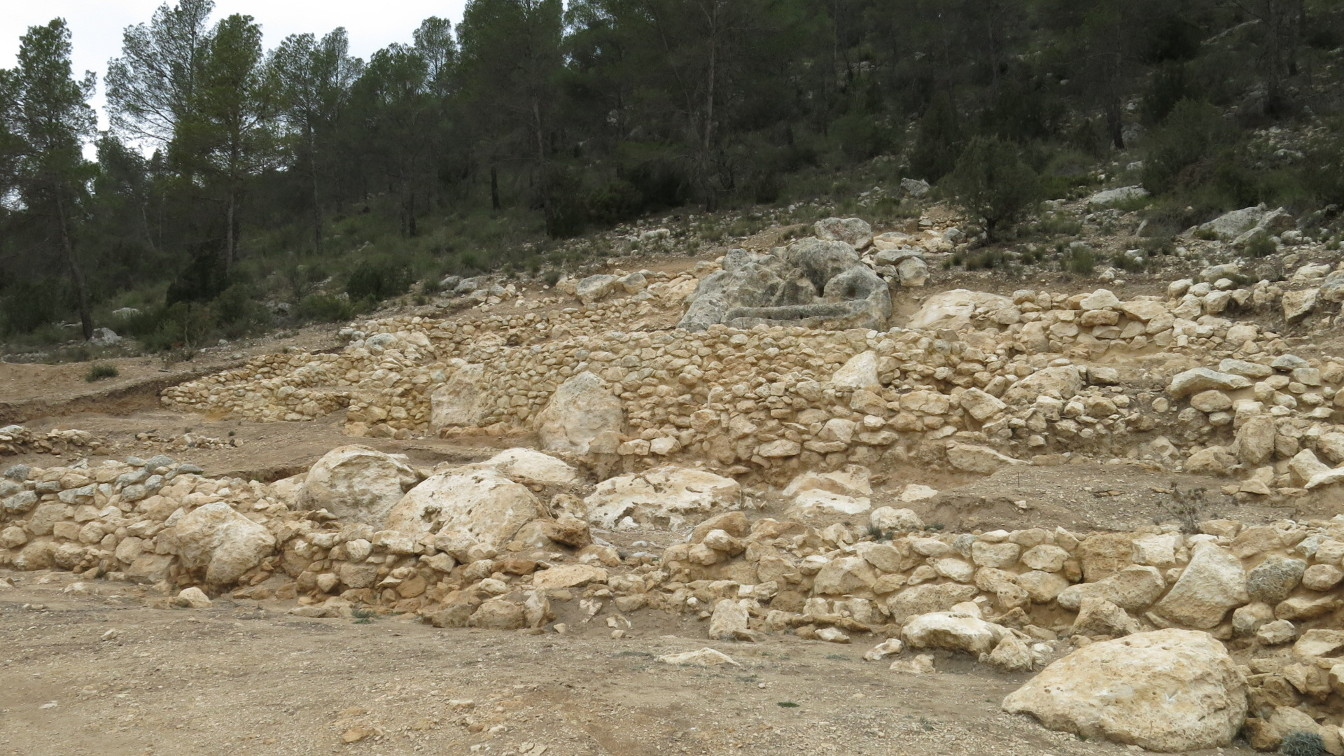